# سیارک ۹۶۱

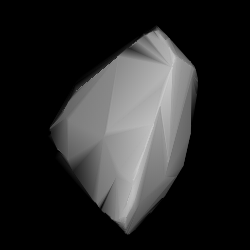
مدل سه‌بُعدی سیارک ۹۶۱ بر طبق منحنی نور آن

سیارک ۹۶۱ (به انگلیسی: 961 Gunnie، نامگذاری:1921KM) نهصد و شصت و یکمین سیارک کشف شده‌است که در ۱۰ اکتبر ۱۹۲۱ و در هایدلبرگ کشف شد.
قدر مطلق سیارک برابر ۱۱٫۳۰ است.